# Семинар Бориса Стругацкого

Одно из заседаний в Доме писателей им. В. В. Маяковского в 1980-е годы. Слева направо: Святослав Логинов, Борис Стругацкий (председатель), Виктор Жилин, Наталия Никитайская (староста семинара)

Семина́р Бори́са Струга́цкого — советское и российское литературное объединение, функционировавшее в Ленинграде — Санкт-Петербурге в 1974—2012 годах; бессменно возглавлялось Борисом Стругацким до самой его кончины. Через семинар прошла значительная часть ленинградских писателей-фантастов, относящихся к «четвёртой волне»; среди них — Андрей Столяров, Вячеслав Рыбаков, Святослав Логинов (участник семинара с самого первого заседания), Николай Романецкий, Александр Щёголев, Антон Первушин, Николай Ютанов; в число заочных участников семинара входили Алан Кубатиев, Андрей Лазарчук, Борис Штерн, супруги Любовь и Евгений Лукины. До распада СССР публикации участников семинара носили нерегулярный характер, по итогам работы составлялись сборники и подборки рассказов для публикации в прессе, писатели представляли своё объединение на литературных конференциях и совещаниях, в том числе всесоюзного значения. После кончины Б. Н. Стругацкого в 2012 году участники создали семинар имени братьев Стругацких, проходящий в Доме писателя на улице Звенигородской. В 2022 году семинар прекратил существование.

## История

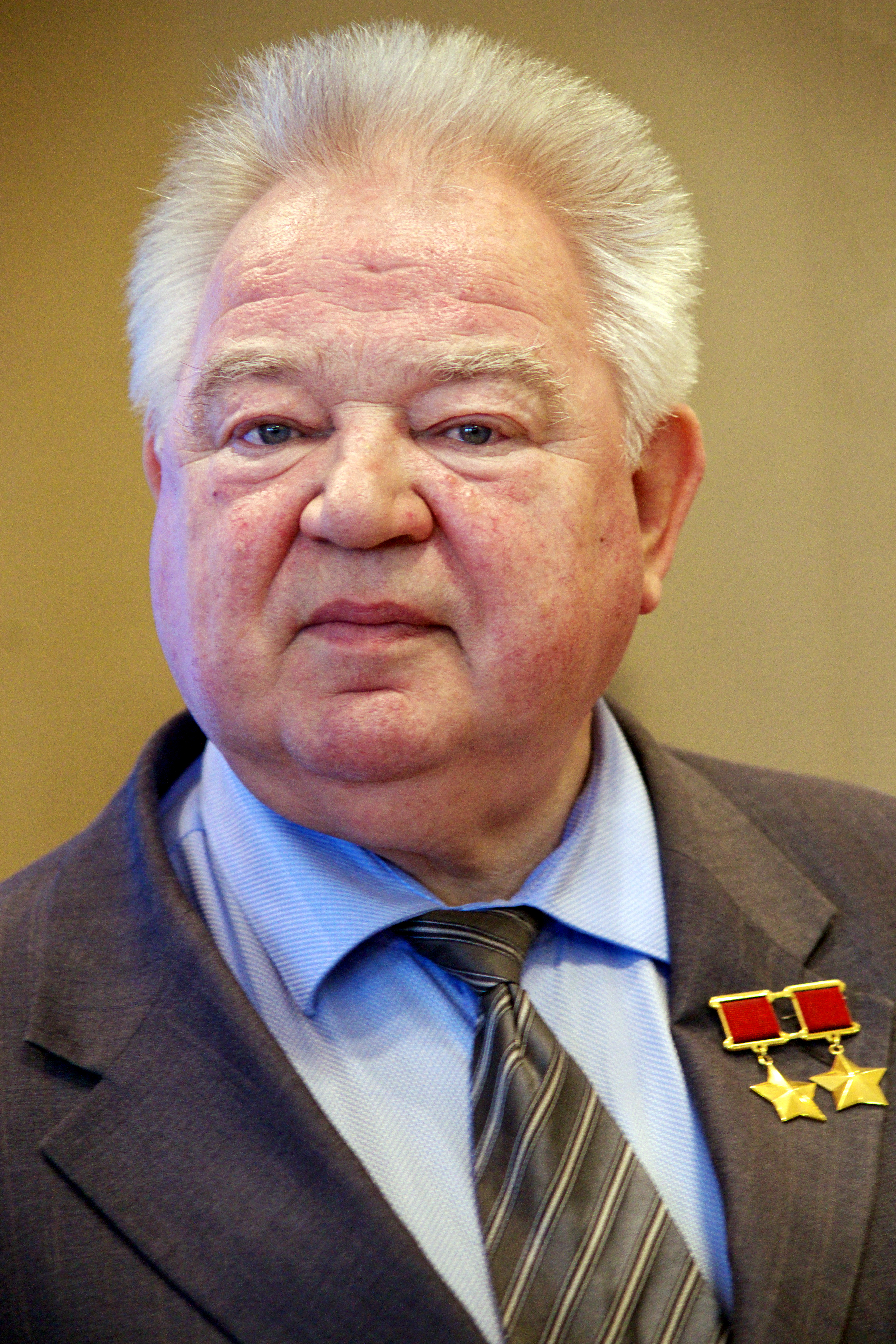
Космонавт Георгий Гречко, принимавший участие в работе семинара

В 1970-е годы в советской фантастике произошёл раскол: значительная часть авторов объединилась в так называемую «школу Ефремова», к которой И. А. Ефремов не имел отношения (писатель скончался в 1972 году). Участники «школы» имели возможность официально публиковаться в издательстве «Молодая гвардия» и относительно свободно выражать свои взгляды. Стругацкие, противопоставляемые «ефремовцам», возглавляли семинары молодых фантастов: Аркадий Натанович в Москве (но он появлялся там только время от времени, будучи формальным главой, а главным ведущим семинара был Дмитрий Биленкин) и Борис Натанович в Ленинграде. Отношения между «молодогвардейской» фантастикой и «четвёртой волной», неофициальными вождями которой сделались Стругацкие, были натянутыми, а позднее, в условиях плановой экономики и дефицита издательских мощностей, началась борьба за влияние и ресурсы. Как отмечал историк В. Комиссаров, «подавляющее большинство участников „школы Ефремова“ были честными и талантливыми авторами, старавшимися избегать каких-либо интриг», однако раскол совпал с общим размежеванием «западников» и «почвенников» в среде московско-ленинградского бомонда, к которому принадлежали и Стругацкие. «Школе Ефремова» покровительствовала так называемая «русская партия», боровшаяся с «сионистско-диссидентскими» направлениями в культуре. Под её удар попали и Стругацкие.
В 1972 году при секции научно-фантастической, научно-популярной и научно-художественной литературы Ленинградского отделения Союза писателей СССР был основан семинар молодых писателей-фантастов, первым старостой которого стал Илья Варшавский. Основным инициатором писательского семинара явился критик-фантастовед Евгений Брандис, руководивший в то время секцией. Из-за тяжёлого заболевания И. Варшавского занятия с марта 1973 года стал проводить («на подмене») Борис Стругацкий; именно он и выстроил работу семинара, полноправным главой которого являлся с 1974 года. Первоначально фантаст с нежеланием отнёсся к предложению возглавить литературное объединение. 16 апреля 1974 года Борис Стругацкий писал брату Аркадию: «Я просто физически ощущаю, как тает моя квалификация с этими бесконечными платными и бесплатными рецензиями, с трепотнёй на семинаре молодых, вообще с трепотнёй…» К тому времени в состав объединения входили уже состоявшиеся или проявившие себя авторы: Ольга Ларионова, Александр Щербаков, Андрей Балабуха, Феликс Суркис; в сентябре 1975 года число «семинаристов» достигало сорока человек. Уже летом 1974 года в рабочем дневнике Стругацких содержится запись рукой Б. Н. Стругацкого о возможности разместить в журнале «Памир» рассказы А. Балабухи и «подборки семинара». В переписке и дневниковых записях 1975—1976 годов работа семинара упоминается в разных контекстах: на заседании 16 апреля побывал космонавт Георгий Гречко (обсуждался рассказ Бориса Штерна), однако рукописи чаще характеризуются негативно («читаю их, будто г… ем»). Как руководителя семинара молодых писателей Бориса Стругацкого в октябре 1975 года избрали в бюро секции научно-фантастической, научно-популярной и научно-художественной литературы Ленинградского отделения СП СССР.
Первые попытки «пробить» сборник рассказов для участников семинара предпринимались Б. Стругацким ещё в 1970-е годы, когда даже самим соавторам нелегко было публиковать новые вещи. В январе 1978 года удалось достигнуть предварительной договорённости с ленинградским отделением «Детской литературы» о сборнике научной фантастики для участников семинара, не являющихся членами Союза писателей, однако и в январе 1980 года издание почти не двигалось. Ситуация в Союзе писателей складывалась настолько сложная, что в марте Борис Стругацкий делился с братом намерением подать в отставку с поста руководителя семинара. Этого так и не было сделано, однако в сентябре 1980 года в связи с перевыборами правления Б. Стругацкий получил «настоятельную просьбу» не проводить заседаний до 23 октября. Семинар устоял; по состоянию на 1986 год в нём насчитывалось 20 действительных членов и 15 кандидатов.

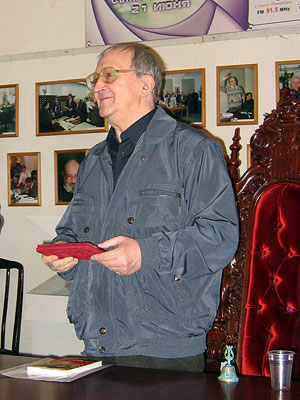
Борис Стругацкий на своём семинаре в 2006 году. Справа видно кресло-трон, подаренное ему как руководителю в 1997 году

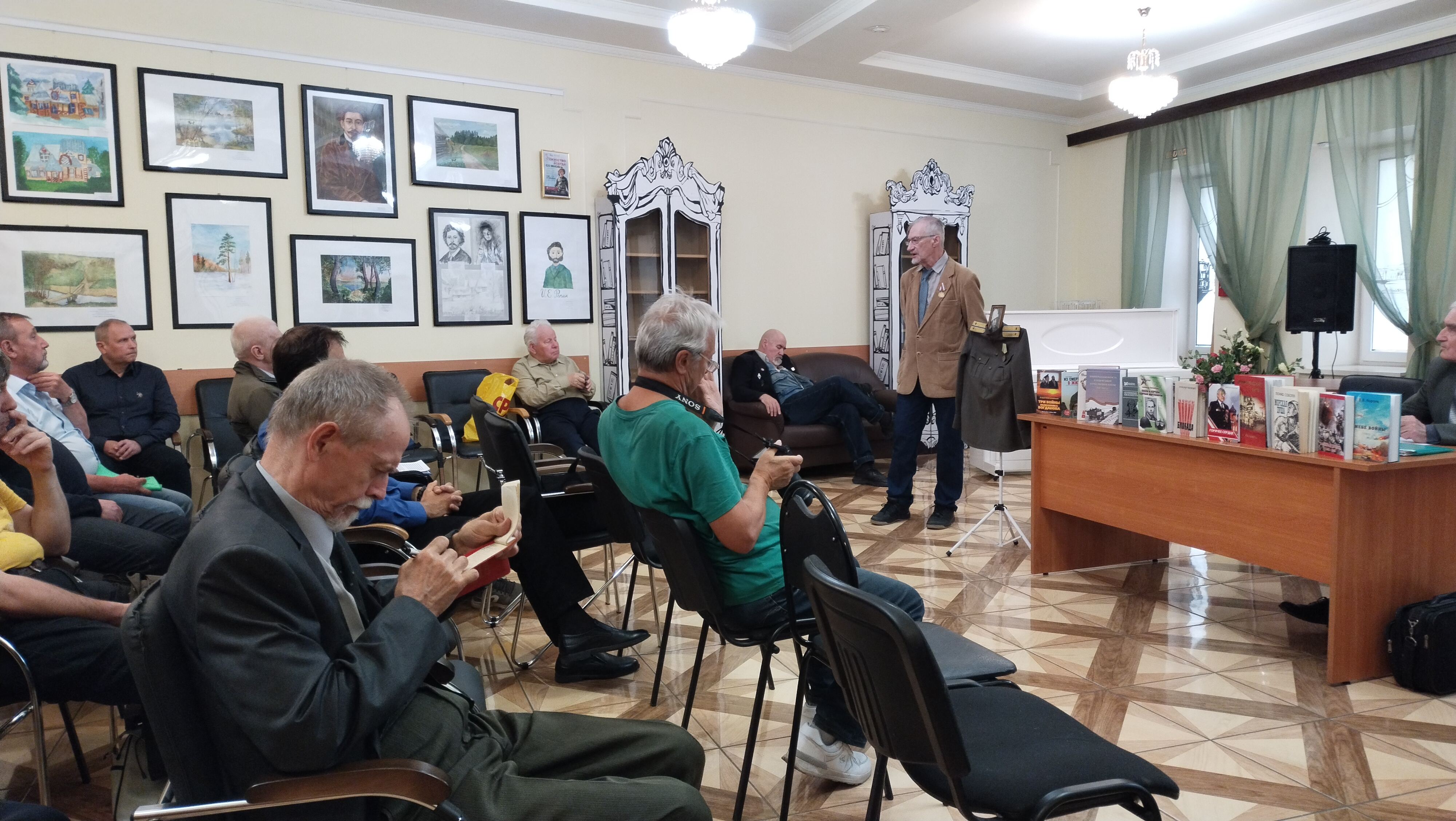
Дом писателей на Звенигородской, зал второго этажа. Одно из заседаний 2024 года

Территориально семинар функционировал на улице Шпалерной в Доме писателей имени В. Маяковского. После пожара в ночь с 16 на 17 ноября 1993 года объединение не функционировало в течение четырёх лет, пока не переехало в Центр современной литературы и книги (набережная Макарова). Организационное собрание состоялось в мае 1997 года, а регулярные заседания возобновились с 13 октября. Основатель Центра Дмитрий Каралис утверждал, что учредил его «специально для того, чтобы семинару было где собираться». К переоткрытию семинара в 1997 года издатель Николай Ютанов (который одновременно с Д. Каралисом в 1987 году стал действительным членом семинара) подарил Стругацкому кресло-трон из малазийского красного дерева, который можно видеть на фотографии. Постоянного помещения, где проходили заседания не было, участники собраний занимали свободный на тот момент зал Дома писателей. Обычно заседания семинара проходили раз в месяц, реже два раза в месяц, участники, как правило, собирались по понедельникам в 19 часов и дискутировали до 22.
По результатам работы семинара Бориса Стругацкого вышли сборники «Синяя дорога» (1984), «День свершений» (1988), «Часы с вариантами» (1992); составителем двух последних выступила староста семинара писательница Наталья Никитайская. Подборки рассказов действительных членов семинара были опубликованы в журналах «Аврора», «Даугава», «Уральский следопыт» и др. Участники постоянно выступали на конвентах фантастов «Аэлита», «Интерпресскон», «Странник», ежегодном всесоюзном семинаре молодых писателей-фантастов в Малеевке и Дубултах. Интервью, статьи и выступления участников повлияли на формирование образа «четвёртой волны» советской фантастики. Примерно до середины 1990-х годов писатели, вышедшие из семинара Бориса Стругацкого, определяли облик русскоязычной интеллектуальной фантастики и особенности тематики и стилистики журнала «Полдень, XXI век», главным редактором которого также являлся Борис Натанович.
После 2006 года из-за болезни Борис Стругацкий всё реже появлялся на семинарах, преимущественно заседания проводил Андрей Измайлов. На фестивале «Интерпресскон» 6—9 мая 2011 года впервые состоялось выездное открытое заседание семинара Бориса Стругацкого, на котором обсуждалась повесть А. Измайлова «Игра в ящик». После кончины Б. Н. Стругацкого в 2012 году участники создали семинар имени братьев Стругацких, проходящий в Доме писателя на улице Звенигородской. В 2022 году и этот семинар прекратил существование; к тому времени из его первоначальных участников в живых оставались Святослав Логинов и Вячеслав Рыбаков.

## Система работы

### Рассмотрение рукописей
Борис Натанович Стругацкий практиковал многоуровневый алгоритм работы с писателями. Начинающий автор, представив свои рукописи и получив одобрение главы семинара, получал права кандидата и назначенного из числа действительных членов куратора. Куратор в частном порядке оценивал готовность текстов кандидата к публичному обсуждению. На заседаниях из членов семинара назначались «прокурор» и «адвокат», объявлявшие достоинства и недостатки разбираемого текста. Борис Стругацкий подытоживал дискуссию, после чего проводилось тайное голосование. Независимо от итоговой оценки автор, удостоенный персонального обсуждения, входил в число действительных членов семинара. Участники вспоминали, что семинар был построен на принципе жёсткой вертикальной иерархии, окончательно решение о выставлении рукописи на обсуждение принимал единолично Борис Натанович. По утверждению А. Первушина, Стругацкий отбирал только таких писателей, которые, по его мнению, могут начинать печататься «хоть завтра».
Заслужившие особое доверие Бориса Стругацкого участники именовались «драбантами»: слово было позаимствовано у Тынянова; они вели семинары в случае болезни или отъезда Бориса Натановича. Это почётное наименование прилагалось к четырём писателям: Вячеславу Рыбакову, Андрею Измайлову, Андрею Столярову и Святославу Логинову. Далее пути А. Столярова и семинара разошлись, и после своего переезда в Петербург освободившееся место драбанта занял Андрей Лазарчук.
Действительные члены семинара имели право выставлять свои рукописи без санкции главы. Прокурора также назначал Б. Н. Стругацкий, а адвоката, который концентрировался на достоинствах текста, избирал себе сам автор. Важным условием успешного обсуждения являлось, чтобы рукопись прочитало как можно больше «семинаристов», поэтому автор предоставлял несколько экземпляров, а староста семинара контролировал перемещение текстов и следил за оперативностью. Голосовали, вкладывая в конверт монеты, максимальной оценкой в советские времена было 13 копеек (стоимость чашки кофе в буфете Дома писателей), минимальной — 1 копейка; нулевую оценку ставить запрещалось. Собранные деньги шли в фонд семинара. Из-за инфляции впоследствии использовались рублёвые монеты, средняя оценка высчитывалась по средней сумме. На семинар допускались не-члены и не-кандидаты, преимущественно художники, издатели, критики, иногда фэны. При литературном полновластии Борис Стругацкий поддерживал атмосферу делового равенства, даже в 1990-е годы настаивая на своём включении в список дежурных по семинару — расставлять стулья, мести пол и собирать бумажки.
В течение полутора лет (три сезона между 1977—1979 годами) заседания семинара посещал начинающий писатель Михаил Веллер. Он утверждал, что, несмотря на отсутствие у него интереса к фантастике, членство было «отдушиной в легальный статус», позволяющей «избежать ощущение андеграунда, отверженности, социальной оппозиции». По словам М. Веллера, в литературной ситуации 1970-х годов членство в семинаре Бориса Стругацкого было «самым низовым из возможных», но при этом легальным «литературным статусом». В первый год участия Веллера в семинаре Б. Стругацкий проводил конкурс рассказов на тему «Человек-сейф» («Понимать как угодно»), для которого Михаил Иосифович написал рассказ «Кнопка». Конкурс проводился анонимно, фамилии претендентов были известны лишь старосте и главе семинара. На голосовании «Кнопка» получила 11,78 баллов, что, по утверждению М. Веллера, стало «непобитым рекордом семинара». Однако ни в одной подборке для СМИ или коллективном сборнике, подготовленном в семинаре, тексты Веллера так и не были представлены; Б. Н. Стругацкий затем писал ему рекомендацию для вступления в Союз писателей. Судя по воспоминаниям Илана Полоцка, именно Михаил Веллер (или Ольга Ларионова) пустил в оборот легенду, что жившие в Москве и Ленинграде Аркадий и Борис Стругацкие съезжаются для совместного творчества на станции Бологое. «В те годы в нашей „тусовке“, как сегодня сказали б, хохмы, шутки и розыгрыши сыпались горохом, и об „авторских правах“, конечно же, никто не думал. Так, что-то всплывает…»

### Деятельность объединения

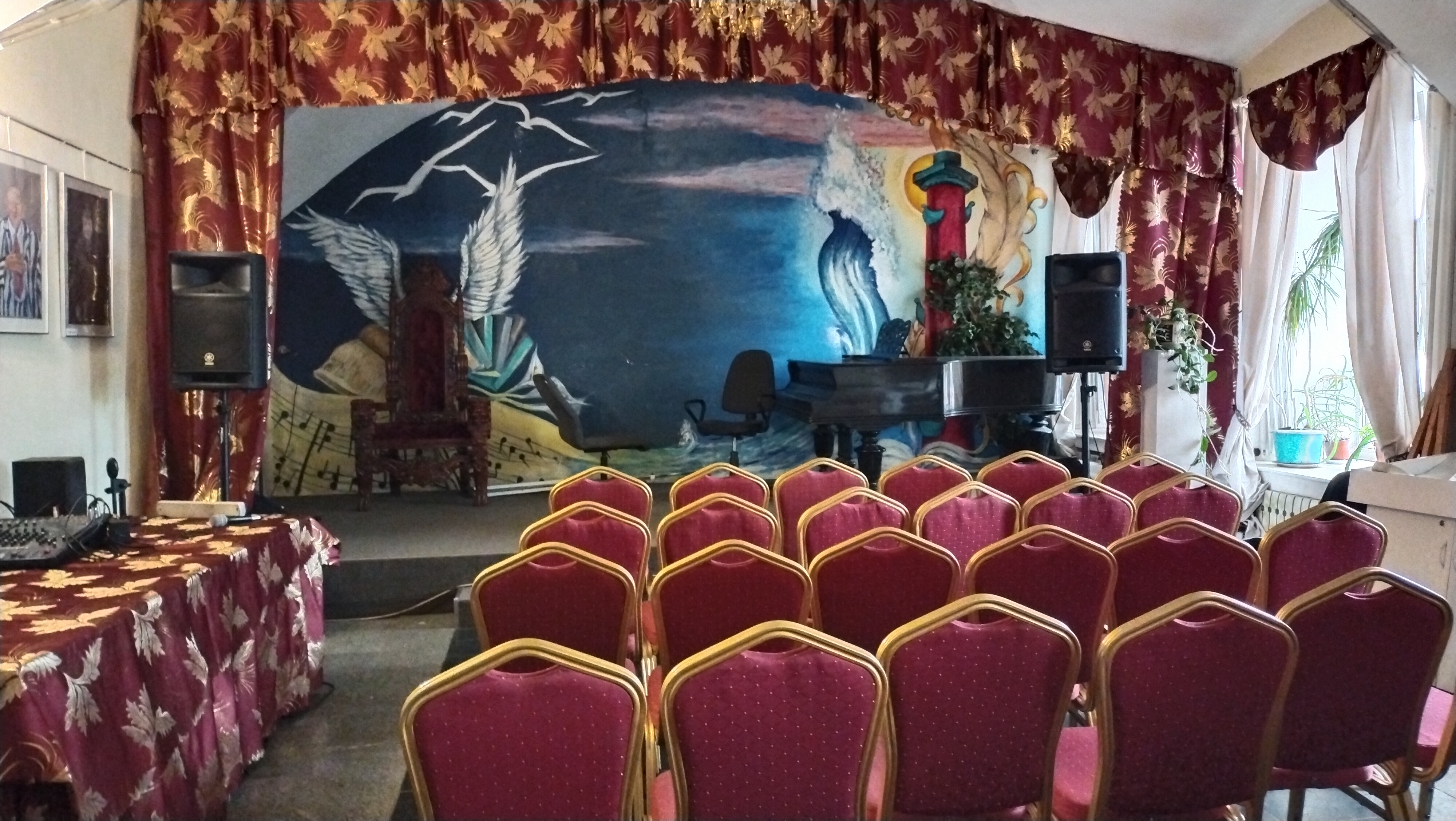
Зал в Центре современной литературы и книги на Васильевском, где проводился Семинар Бориса Стругацкого. Кресло-трон основателя семинара на сцене слева

Существовал устав семинара, в котором чётко обозначалось, что для сохранения членства «семинаристы» обязывались представлять не менее четырёх-пяти авторских листов в год. Действительные члены обязывались регулярно выставлять на обсуждение новые тексты. По итогам работы семинара выдавались рекомендации к публикации. Борис Стругацкий не навязывал круга чтения, но литературные примеры на разборах чаще приводил из Алексея Толстого и всячески выказывал себя сторонником фантастического реализма. По результатам обсуждения бо́льшим успехом пользовались произведения с острым сюжетом и вообще «то, что интересно читать». Андрей Столяров утверждал, что по меркам семидесятых — восьмидесятых годов на семинаре существовала «неслыханная свобода высказываний», и проводил аналогию с философскими спорами в средневековых университетах. «…Разумеется, нельзя было открыто провозглашать, что бога нет, однако можно было обсуждать различные качества бога, а это уже само по себе нарабатывало воздух Нового времени. То же самое с семинаром: там нарабатывался творческий кислород, которым фантастика дышала потом всё перестроечное десятилетие». Борис Стругацкий неоднократно повторял, что невозможно научить человека писать, и на заседаниях показывал на конкретных примерах, что именно несёт в себе текст и как он может быть истолкован читателями. Не фиксируясь на ошибках, на семинарах развивали умение автора «транслировать свои идеи и свою рефлексию».

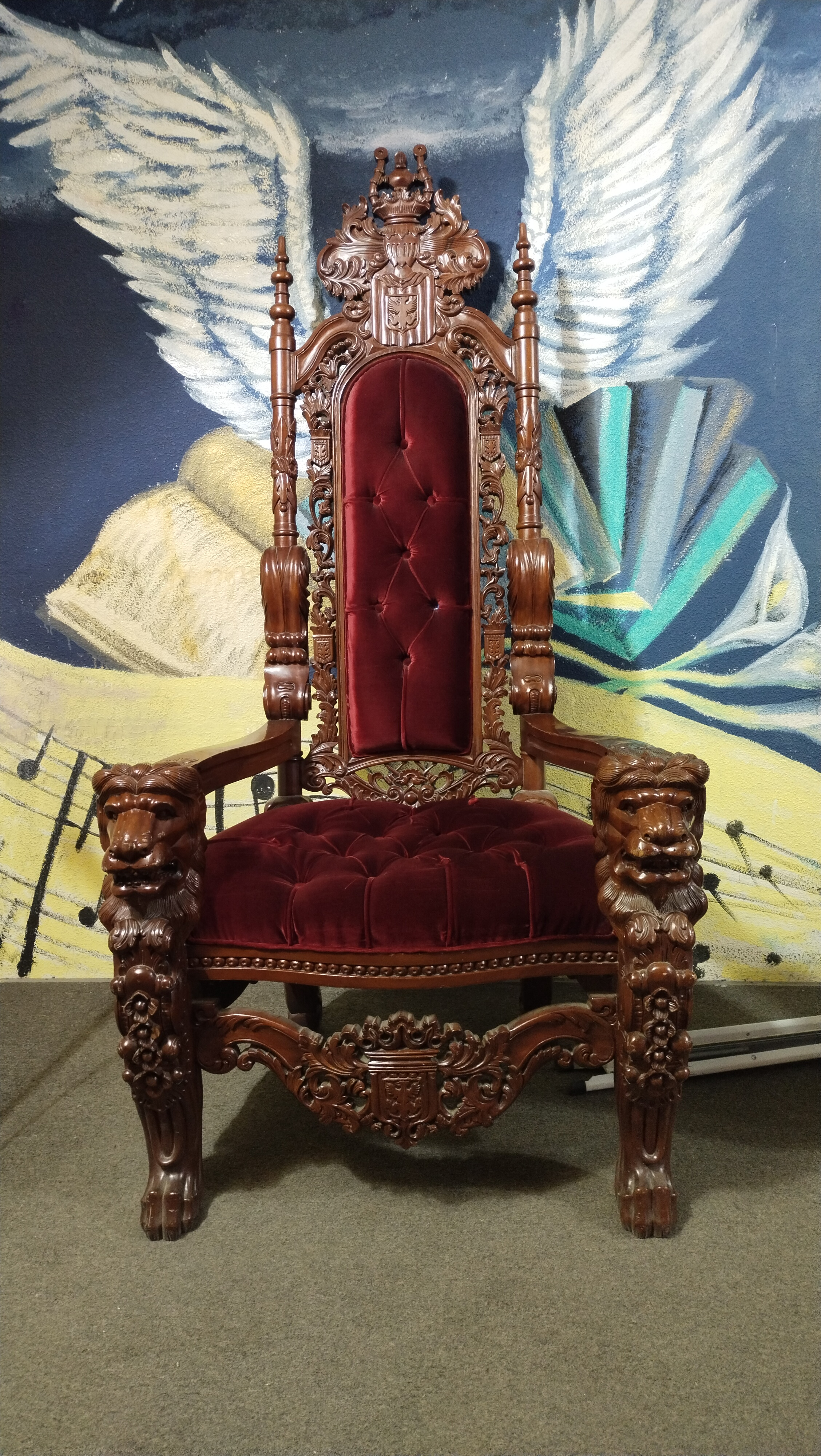
Кресло-трон Бориса Стругацкого в Центре современной литературы и книги на Васильевском

При обсуждении рассказов автор или сам Б. Н. Стругацкий читал текст вслух, после чего «семинаристы» высказывались; автор при этом не имел права голоса. Борис Натанович редко включался в обсуждение, лишь иногда «вступался за истязуемого». Резюме Стругацкого всегда носило концептуальный характер: «Просто опытный и очень доброжелательный читатель размышлял о прочитанном» (Святослав Логинов). Помимо обсуждения текстов, проводились и теоретические заседания, на которых читались подготовленные доклады с последующими обсуждениями. По словам А. Столярова, на обсуждениях текстов происходила «примерка литературной судьбы. Кто будет писать, а кто — бегать, как таракан, по тусовкам. Кто станет „независимым конгрессменом“, а кто будет кланяться и обхаживать нужных людей». Борис Стругацкий редко давал конкретные советы, его главной задачей было обнаружение языковых или фабульных проблем. Списки стилистических или языковых недостатков, выделенных «прокурорами», Б. Н. Стругацкий передавал авторам без оглашения: это являлось «домашней работой». В текстах приветствовалась нестандартность в самом широком смысле: «Смешение направлений и жанров. Ломка традиций и стереотипов», популярностью пользовался тонкий юмор и актуальность фактуры, а также приём умолчания, «когда автор оставлял варианты интерпретации на усмотрение читателя». Как отмечал Николай Романецкий, более всего были востребованы сюжетные ходы, реализующие формулу Стругацких «Чудо — Тайна — Достоверность», но никогда не приветствовались типовые ходы.
Вячеслав Рыбаков отмечал уникальность интеллектуальной среды, созданной Борисом Стругацким, и потенциал разработанного им алгоритма. В литературных объединениях и в среде критиков практикуется стандартный приём: «при обсуждении каждый косвенно пытался вместо автора написать своё произведение на ту же тему». С точки зрения В. М. Рыбакова, это вредно и непродуктивно для начинающих писателей, так как «молодому автору надо учиться писать то, что он, именно он хочет писать, учиться выражать то, что именно он хочет выразить, а не то, что за него написали и выразили бы другие». Сам Борис Натанович «ухитрялся найти ту нотку, которая резонировала бы с собственными желаниями автора». При обсуждениях это обогащало писателя выразительными средствами, сюжетными и стилистическими идеями, и в этом отношении семинар Бориса Стругацкого был уникальным литературным и культурным явлением. Ант Скаландис заявил, что после 1990-х годов семинар утратил учебную функцию и превратился в клуб по интересам: «Когда семинар начинался, туда шли те, кто не мог молчать, потому что своими откровениями даже не с кем было поделиться. Грань пролегла через 91-й год — всё слишком резко изменилось. Но совсем учёбы не стало после 95-го. До этого была ещё инерция. А вот когда книги стали выходить быстрее, чем пишется нормальная рукопись…»
Борис Стругацкий принципиально устранялся от обсуждения взаимодействия с издателями. По воспоминаниям Н. Романецкого, «развивались прежде всего уже имеющиеся у человека литературные задатки: научить писать, как известно, вообще невозможно — это умение достаётся человеку от Создателя. Опубликоваться же — для семинара это была в те времена задача отнюдь не первой важности». В условиях плановой экономики и дефицита «добраться до бумаги» было крайне непростой задачей, поэтому сам семинар для многих писателей являлся разновидностью публикации, обеспечивая каждому члену «несколько десятков внимательных квалифицированных читателей, всегда готовых к конструктивной критике, которая и несёт автору главную профессиональную пользу». Относительно публикаций в советское время Б. Н. Стругацкий советовал работать с любыми редакторами, изданиями и издательствами, избегая только требований поступаться собственной совестью.

## Итоги
По оценке Вячеслава Рыбакова:

…Самое «золотое» время семинара пришлось на самое «душное» время застоя. Это парадокс, в общем, легко объяснимый, если не мыслить слишком уж плоскостно: чем меньше было свобод снаружи, тем ценнее и увлекательнее была свобода внутри.

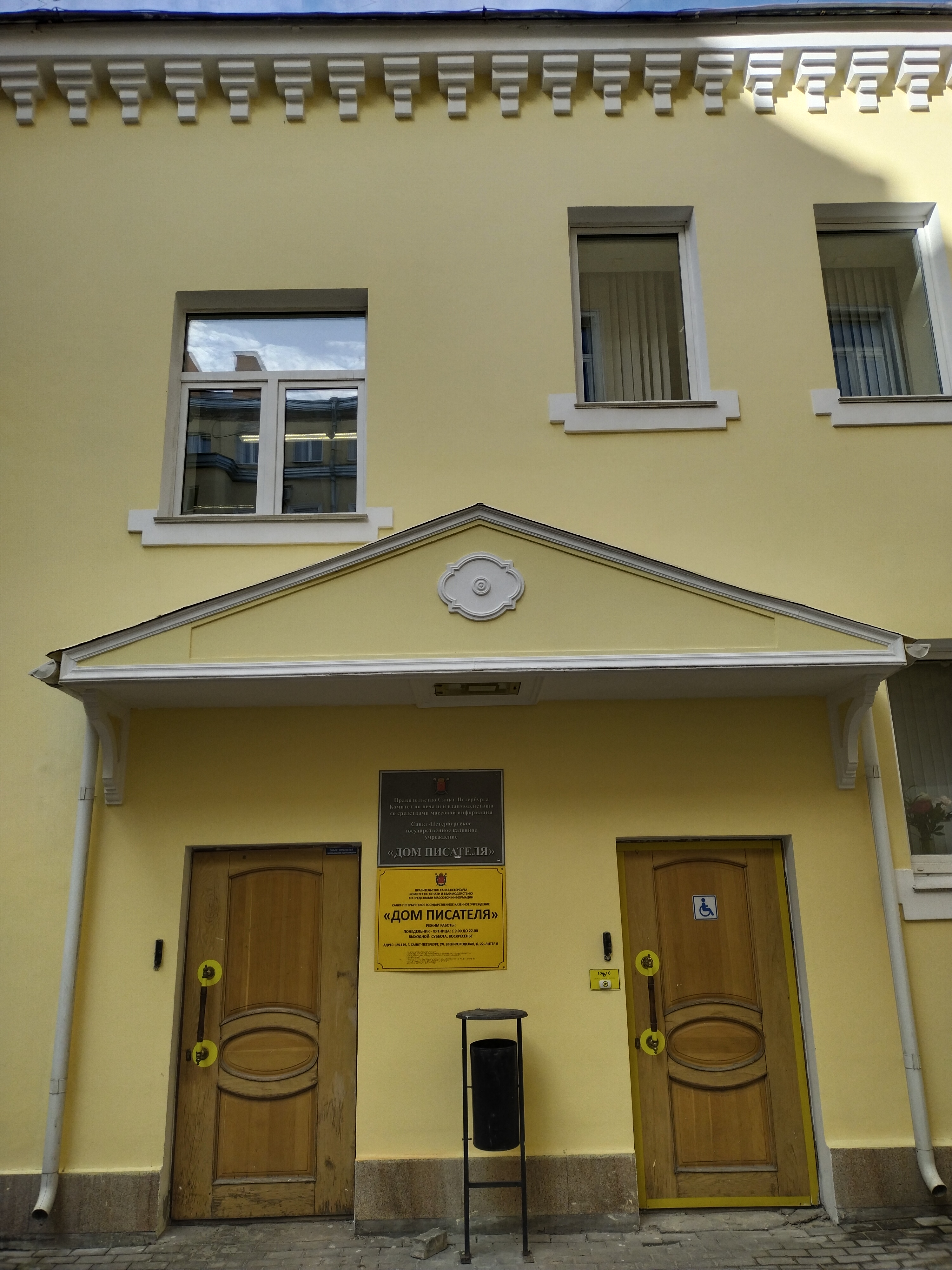
Дом писателей на Звенигородской. Центральная часть фасада

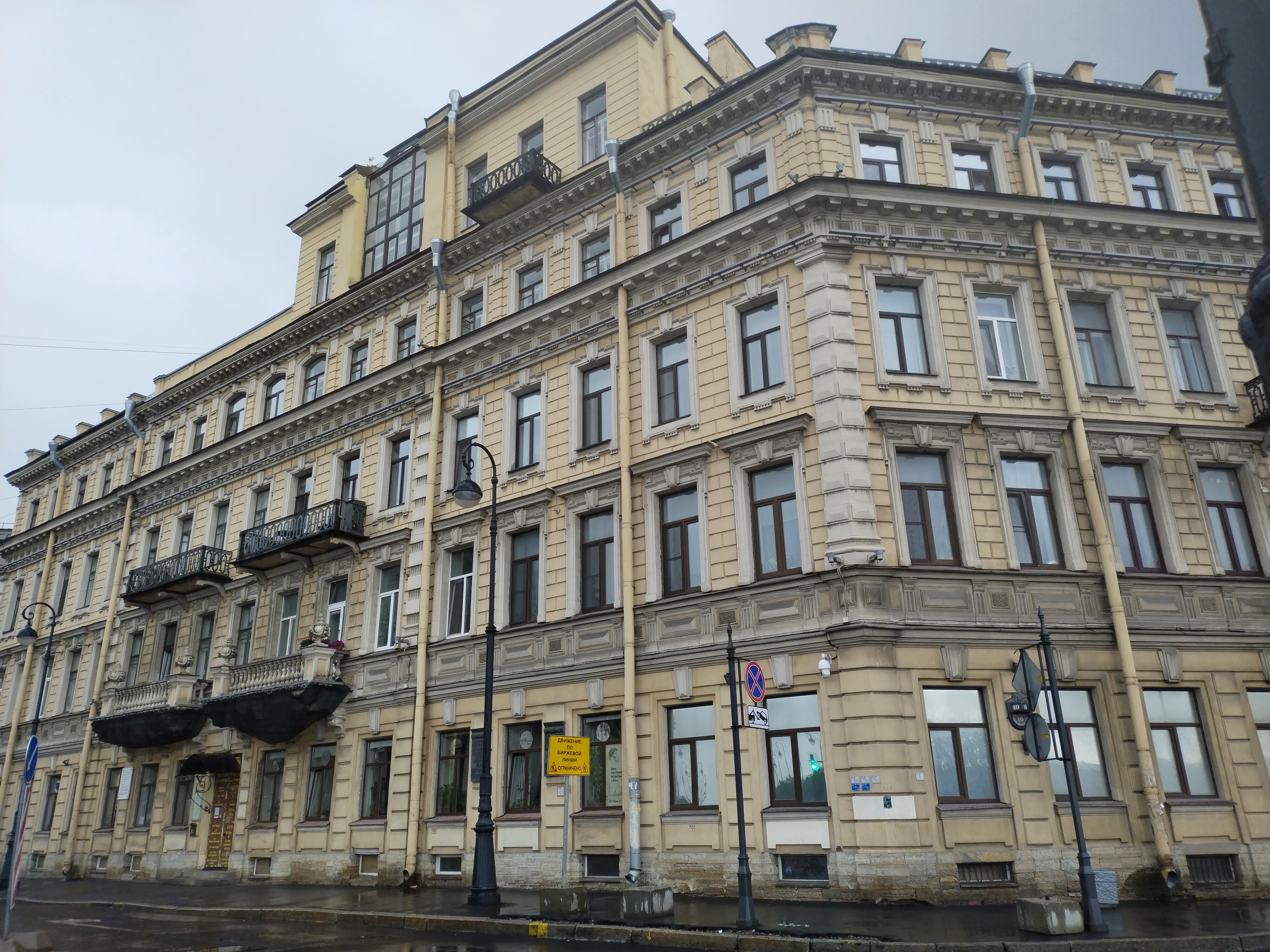
Центр современной литературы и книги на Васильевском (Санкт-Петербург, набережная Макарова, 10/1)

Многие участники семинара (включая В. Рыбакова и Н. Никитайскую) отмечали как одну из самых больших ценностей атмосферу, создаваемую на заседаниях семинара его главой. «Почему нам и друг с другом, с равными себе, и тем более — с ним, было так увлекательно обсуждать свои вещи? Почему заканчивалось обсуждение, мы спускались в кафе и продолжали за кофе обсуждать, до одиннадцати, до упора сидели, потом ещё полчаса шли от Дома писателей до „Чернышевской“ и все продолжали договаривать». Вячеслав Рыбаков определял это метафорой «нетоталитарного обсуждения», так как участники семинара обладали единой системой ценностей и этики. Участники семинара проводили аналогию с повестью Стругацких «Гадкие лебеди», воспринимая свой круг как ячейку светлого будущего, потому что семинар обеспечивал систему стимулов, которую «только и может обеспечить настоящее творчество». Согласно В. Рыбакову: «Это, во-первых, создание настоящего результата. И, второе, получение за счёт этого настоящего результата уважения тех людей, которых ты сам уважаешь. <…> До тебя в мире этого не было, но ты постарался, и теперь в мире это есть. Значит, весь мир стал богаче, разнообразней, больше».
Критик-фантастовед В. Владимирский рассматривал литературную работу обоих братьев Стругацких как часть проекта (имеющего и педагогическое измерение) по созданию культурно обогащённой среды, в которой молодые писатели-фантасты могли бы не повторять стандартных ошибок и освоить основные принципы литературной работы, регулярно общаться с коллегами, обмениваясь идеями и информацией, дискутируя о методике работы. Это должно было привести к появлению авторов, которые бы «поставляли идеи, новые формы, новые стили, переоценивали ценности и выворачивали наизнанку привычные представления». В одном из писем брату Аркадию Борис Стругацкий формулировал своё кредо так: «Обучать молодых, мотивировать молодых, защищать молодых от нападок ревнивого старичья и безмозглой цензуры, создавать новые площадки для публикации». Тем не менее, к концу жизни Б. Н. Стругацкий, по-видимому, испытывал разочарование в результатах своей работы, что проявилось в его последнем произведении «Бессильные мира сего». Главный герой этой книги обладает даром раскрыть главный талант любого из пришедших к нему учеников, в том числе таланты сверхъестественные. Однако в его силах лишь извлечь потаённое: «как использовать этот чудесный дар, на что его растратить, каким способом скормить „свинье жизни“, каждый выбирает в одиночку». Дмитрий Быков также находил в романе «Бессильные мира сего» отражения педагогического проекта Стругацких, вплоть до того, что в семинаре почти не было женщин, как и в кругу общения и потенциальных клиентов главного героя романа. На определённом уровне прочтения роман может быть воспринят как «жестокий шарж на кружок Бориса Стругацкого, на его „Литературный семинар“».

## Сборники, составленные участниками семинара
- Белый камень Эрдени: Сборник фантастики / Сост. Е. П. Брандис. — Л. : Лениздат, 1982. — 592 с. — (В мире фантастики и приключений. Выпуск 9). — 100 000 экз.
- Синяя дорога: Сборник фантастики / Сост. Жанна Браун; худож. Клим Ли. — Л. : Детская литература, 1984. — 174 с. — Для среднего и старшего возраста. — 100 000 экз.
- День свершений: Произведения молодых фантастов / Сост. Н. Никитайская; Худ. В. Мартусевич. — Л. : Советский писатель (Ленинградское отделение), 1988. — 512 с. — (Мастерская). — 30 000 экз. — ISBN 5-265-00290-1.
- Часы с вариантами: Сборник фантастики / Сост. Н. Никитайская; Худ. В. Румянцев. — СПб. : Лицей, 1992. — 224 с. — (В мире фантастики и приключений). — 100 000 экз. — ISBN 5-08-000195-X.

### Комментарии
1. ↑  Борис Натанович ни разу не побывал на московском семинаре фантастов, Аркадий Натанович — на ленинградском[7].
2. ↑  В биографиях Стругацких и многочисленных интервью самого Бориса Натановича чаще назывался 1974 год[10].
3. ↑  Первый кризис в работе семинара возник в 1976 году, когда А. Балабуха сложил с себя обязанности старосты; вскоре испортились отношения Б. Стругацкого с О. Ларионовой[15].
4. ↑  В том же письме перечислены условия публикации: «1) высокий идейный и худуровень, 2) точный адрес: старшие школьники, и 3) никакой „социальной анархии“! (новый термин, услышанный мною впервые)»[20].
5. ↑  Оставшиеся до конца календарного года заседания проводил Е. Брандис[22].
6. ↑  В 1974—2008 годах сменились семь старост: Андрей Балабуха, Феликс Суркис, Виктор Жилин, Наталья Никитайская, Александр Щёголев, супружеская чета Первушиных — Елена и Антон[27].
7. ↑  Ленинградский клуб любителей фантастики оформился поздно, только к 1983 году[32].
8. ↑  9 января 1978 года Борис Стругацкий сообщал брату: «Мы тут уже второй год проводим анонимный конкурс на тему „Человек-сейф“. Глупая тема, возникла совершенно случайно, но разрешено писать анонимно, и ребята разворачиваются вовсю. Не стесняются»[34].
9. ↑  Михаил Веллер, напротив, характеризуя семинар 1970-х годов, заявил: «Здесь не было запаха школы чемпионов. Здесь не готовили себя, закусив удила, в профессионалы. Здесь не спрашивали по жёсткому счету с себя и других. Любители с налаженной без литературы жизнью. Они могли писать и могли не писать. Разумеется, учиться было нечему»[35].